# Edgar Morais

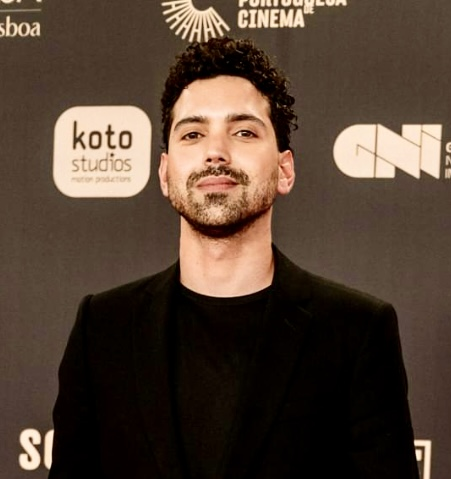
Edgar Morais, 2022

Edgar Miguel Diogo de Morais (* 25. Juni 1989 in Coimbra) ist ein portugiesischer Schauspieler.

## Leben
Wie sein Zwillingsbruder Rafael Morais spielte er seit seiner Jugend Theater und besuchte die Theaterschule in Cascais. Er spielte u. a. in A Tragédia de Júlio César („Julius Cäsar“) von William Shakespeare. Das von Luís Miguel Cintra inszenierte Stück gewann 2007 einen Globo de Ouro.
Er zog danach nach Los Angeles und spielte seither in einer Reihe meist kleinerer Produktionen. Er trat auch in Fernsehserien auf und spielte im Video der Band The Pretty Reckless zu ihrem Lied Miss Nothing. Für seine Rolle in Daqui p´ra Frente gewann er Preise auf den Filmfestivals von Rio de Janeiro und Coimbra (Caminhos do Cinema Português).

## Filmografie
- 2007: Es geht voran" ("Daqui P'ra Frente"); R: Catarina Ruivo
- 2009: Coach Shane; R: Drew Renaud
- 2009: Fault Line; R: Luke Eberl
- 2009: "Ctrl" (TV-Serie, 10 Folgen)
- 2010: Saudade; R: Q’orianka Kilcher
- 2010: Greece; R: Sarah Deakins
- 2010: "FCU: Fact Checkers Unit" (TV-Serie, 8 Folgen)
- 2011: You Are the Blood; R: Rafael Morais
- 2011: The Napkin; R: Aaron Himelstein
- 2012: The Monogamy Experiment; R: Amy Rider
- 2012: Chasing Eagle Rock; R: Erick Avari
- 2012: Joshua Tree, 1951: A Portrait of James Dean; R: Matthew Mishory
- 2013: The Movie (laufende Dreharbeiten); R: Luke Eberl
- 2022: Kaffee und ein Paar neue Schuhe (Një filxhan kafe dhe këpucë të reja veshur); R: Gentian Koçi
- 2023: Lovely, Dark, and Deep; R: Teresa Sutherland
- 2024: The Worst Man in London (O Pior Homem de Londres)